# Thelypteris amphioxypteris
Thelypteris amphioxypteris là một loài thực vật có mạch trong họ Thelypteridaceae. Loài này được (Sodiro) A.R. Sm. miêu tả khoa học đầu tiên năm 1983.